# County Hall
Il London County Hall è un edificio situato nella South Bank del Tamigi, a Londra. Si affaccia a ovest verso la Città di Westminster ed è vicino al Palazzo di Westminster.

## Attrazioni
- The Namco Funscape amusement arcade[1]
- The London Sea Life Aquarium
- The London Dungeon
- DreamWork's Tours Shrek's Adventure! London
- The London Eye and Visitor centre
- Azam Retrospective
- London's Death Trap
- The London Marriott Hotel County Hall
- etc.venues County Hall conference and event venue.